# Estación de Lamiako
Lamiako es una estación del Metro de Bilbao en superficie, situada en el barrio de Lamiaco, término municipal de Lejona y fue inaugurada el 11 de noviembre de 1995. 
Su tarifa corresponde a la zona 2. 
Antes de que abriera el metro, Euskotren explotaba la antigua estación de Lamiako, dentro de la línea Bilbao - Plencia. Cuando el metro se hizo con esa vía, la empresa pública IMEBISA demolió el edificio de la estación antigua y construyó la estación nueva, cerca de donde estaba la primitiva.
La estación está a cota de calle, por lo que para cambiar de andén hay cruzar una pasarela por encima de las vías. La pasarela está equipada con escaleras y ascensor.
El 15 de mayo de 2020, se inauguró el segundo acceso de la estación de la línea 1 de Lamiako, que permite una mejor conexión hacia el ascensor municipal que une los barrios de Lamiaco y Txorierri de Lejona.

## Galería de fotos

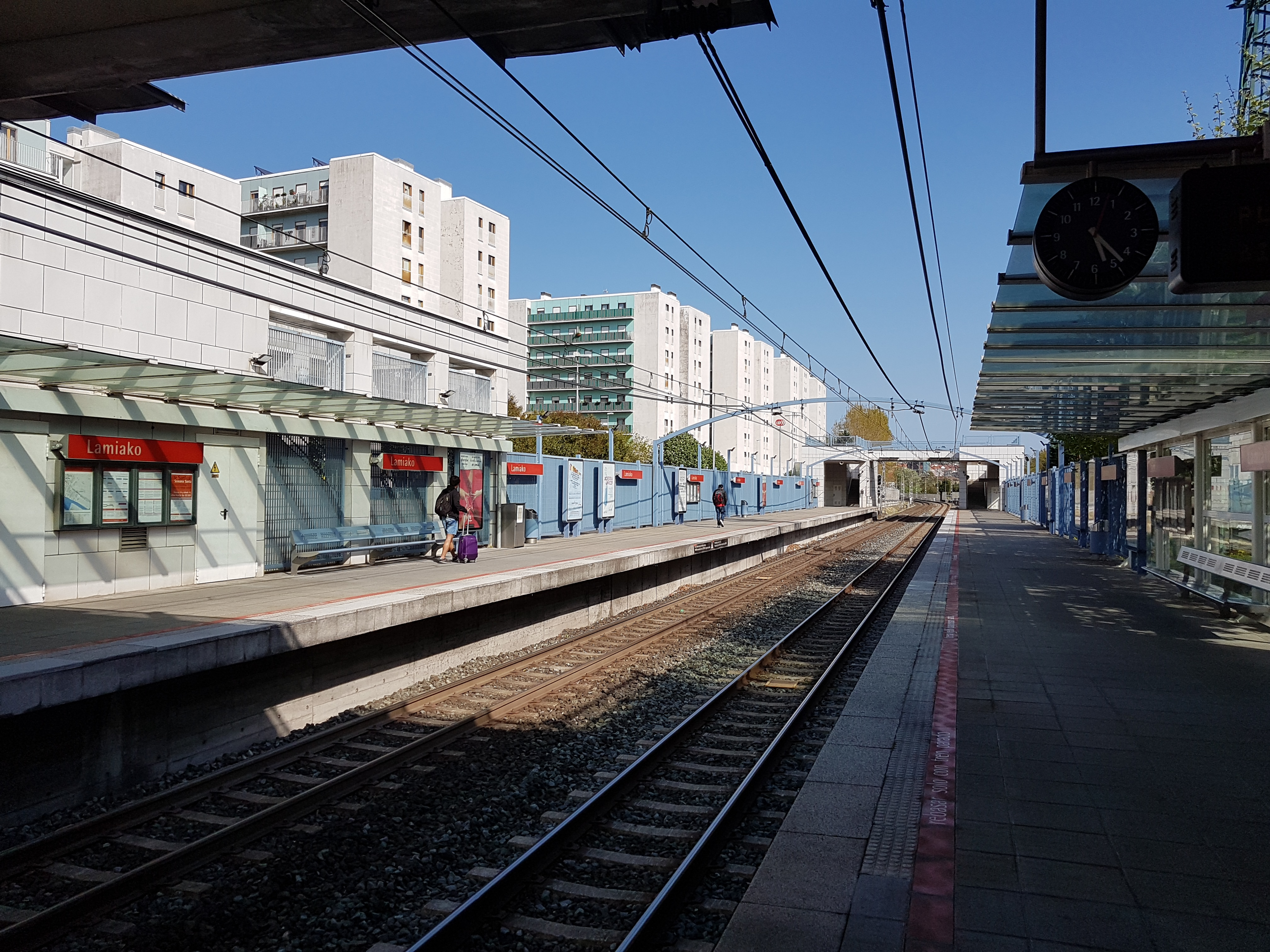
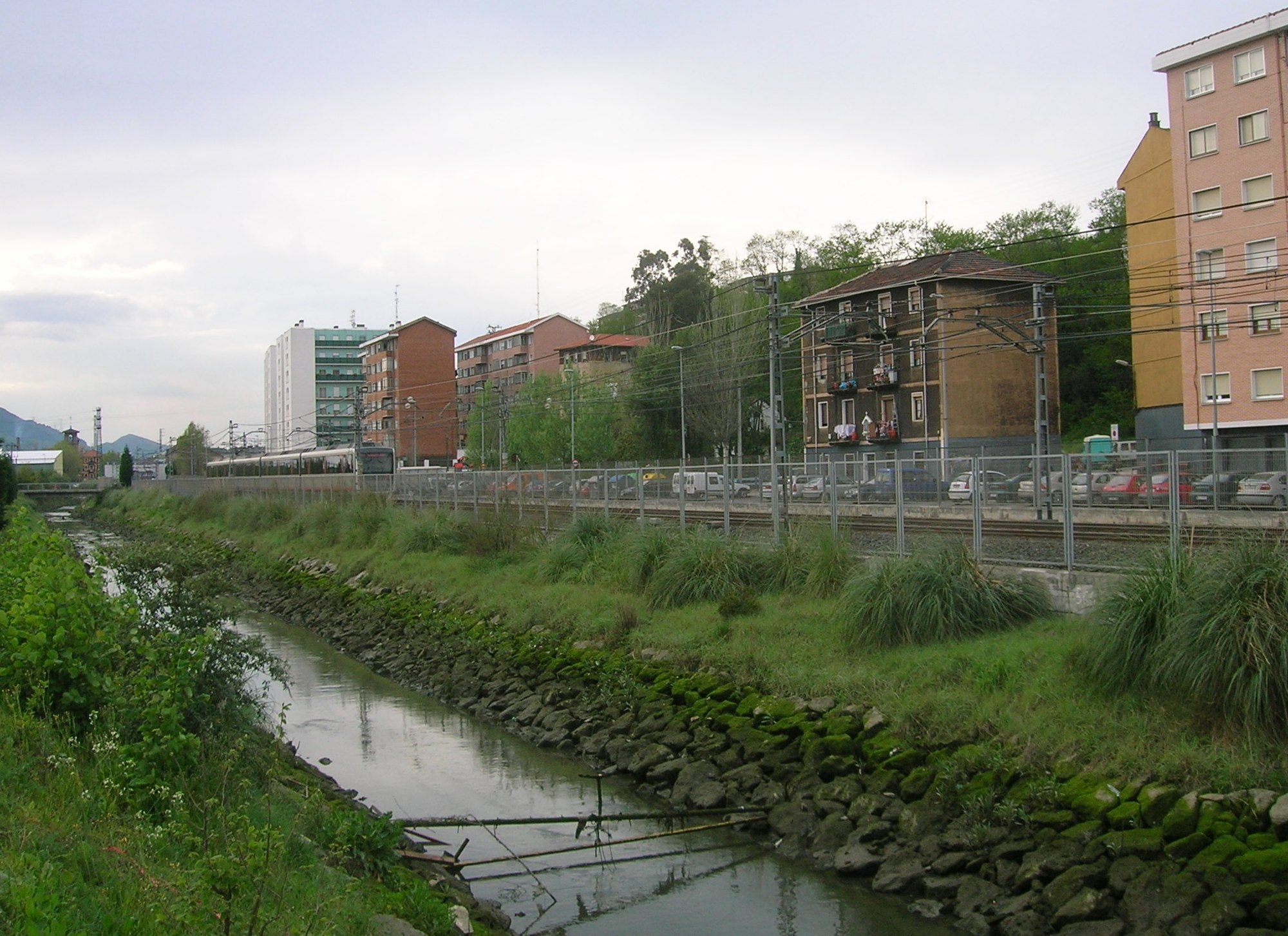

## Accesos
- C/ Langileria, 1
- C/ Gabriel Aresti, 1
- Interior de la estación